# 康康大區
10°30′N 9°15′W / 10.500°N 9.250°W
康康大區是几内亚的8個大區之一，位於該國東部，首府設於康康，北臨馬里，東接科特迪瓦，南毗恩澤雷科雷大區，西鄰法拉納大區，面積72,145平方公里，1996年人口1,011,644。
1. ↑  . hdi.globaldatalab.org.   [2018-09-13]. （原始内容存档于2018-09-23） （英语）.